# Forum Wissen

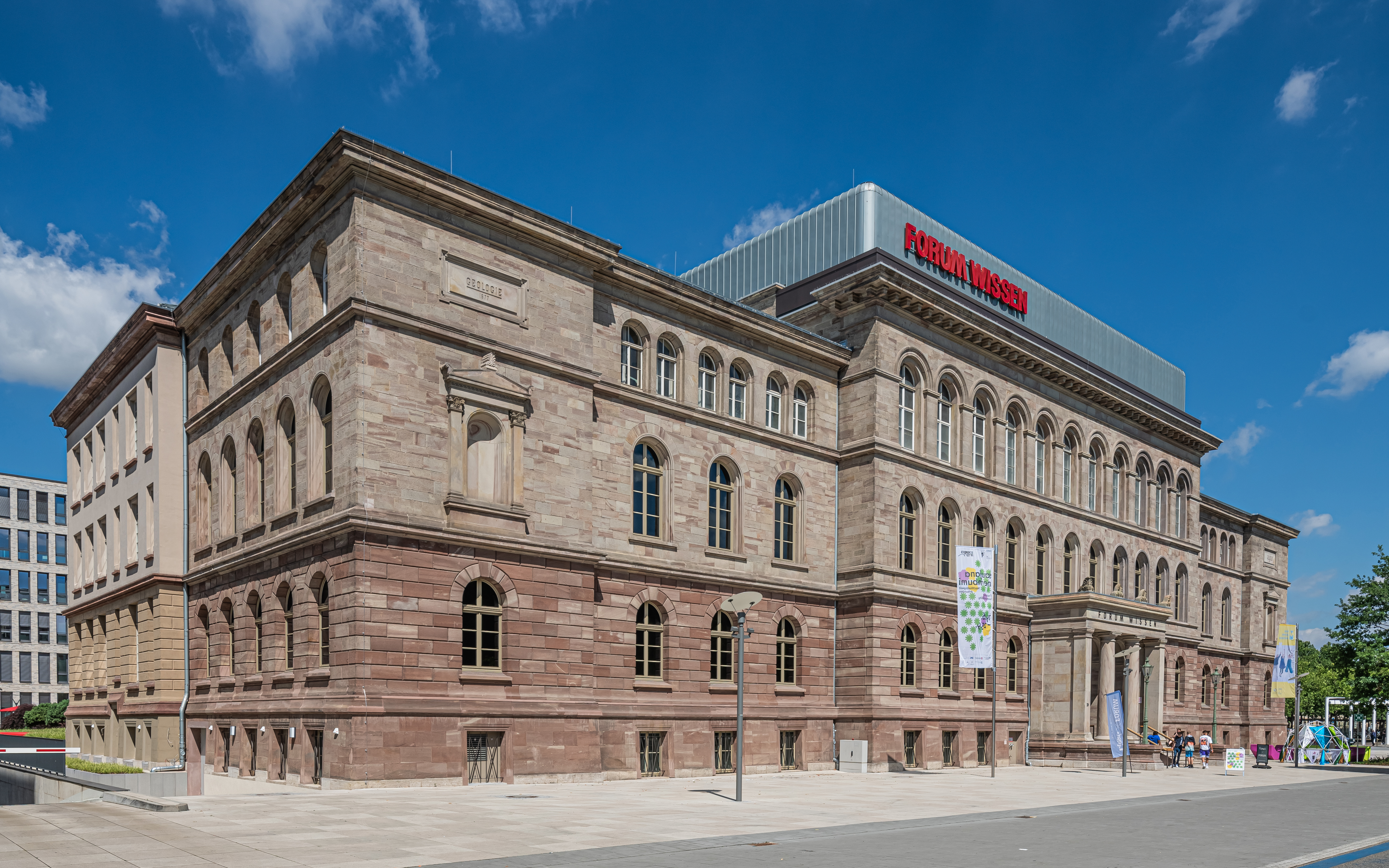
Museum Forum Wissen (2022)

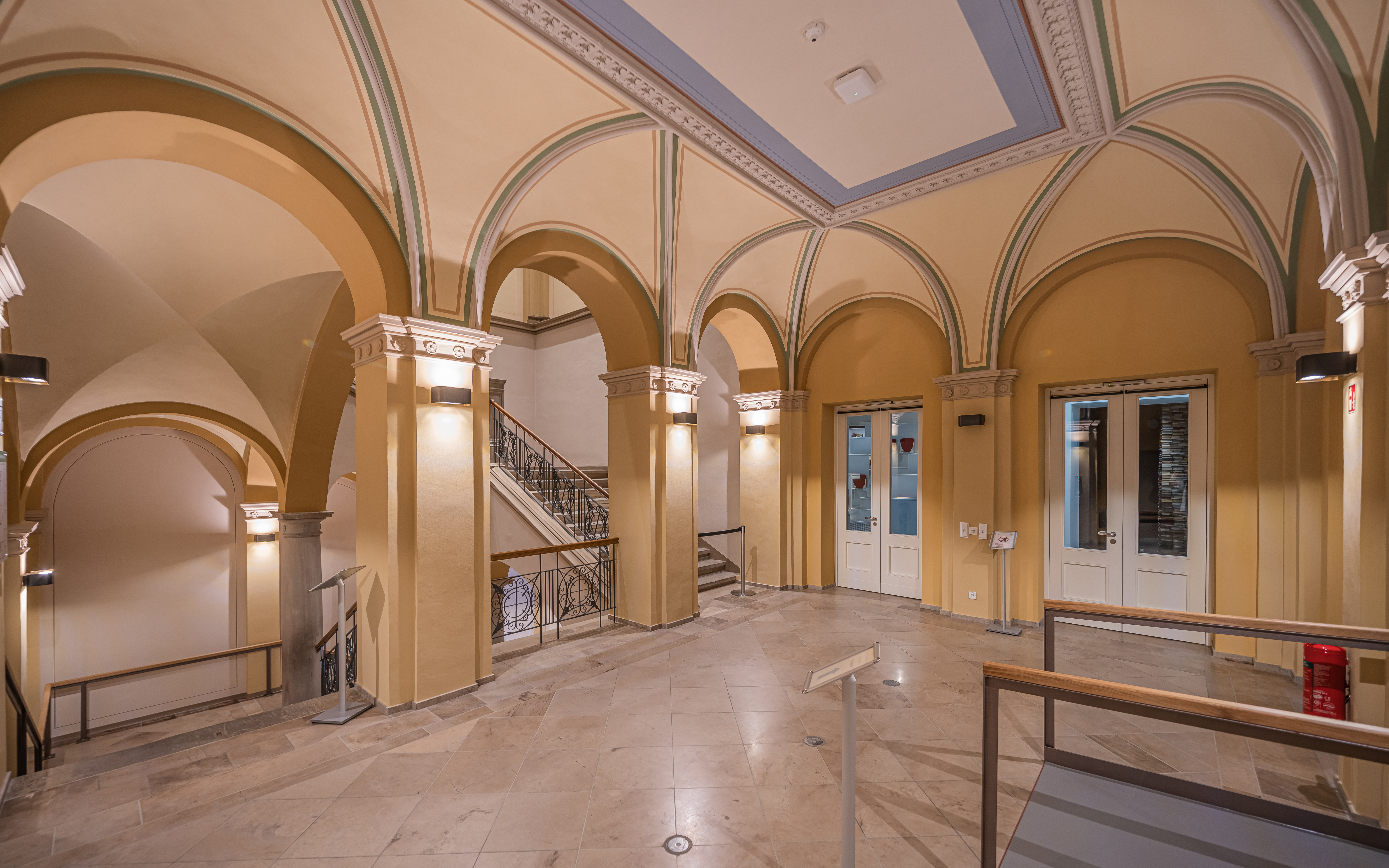
Treppenhaus, erstes Obergeschoss (2022)

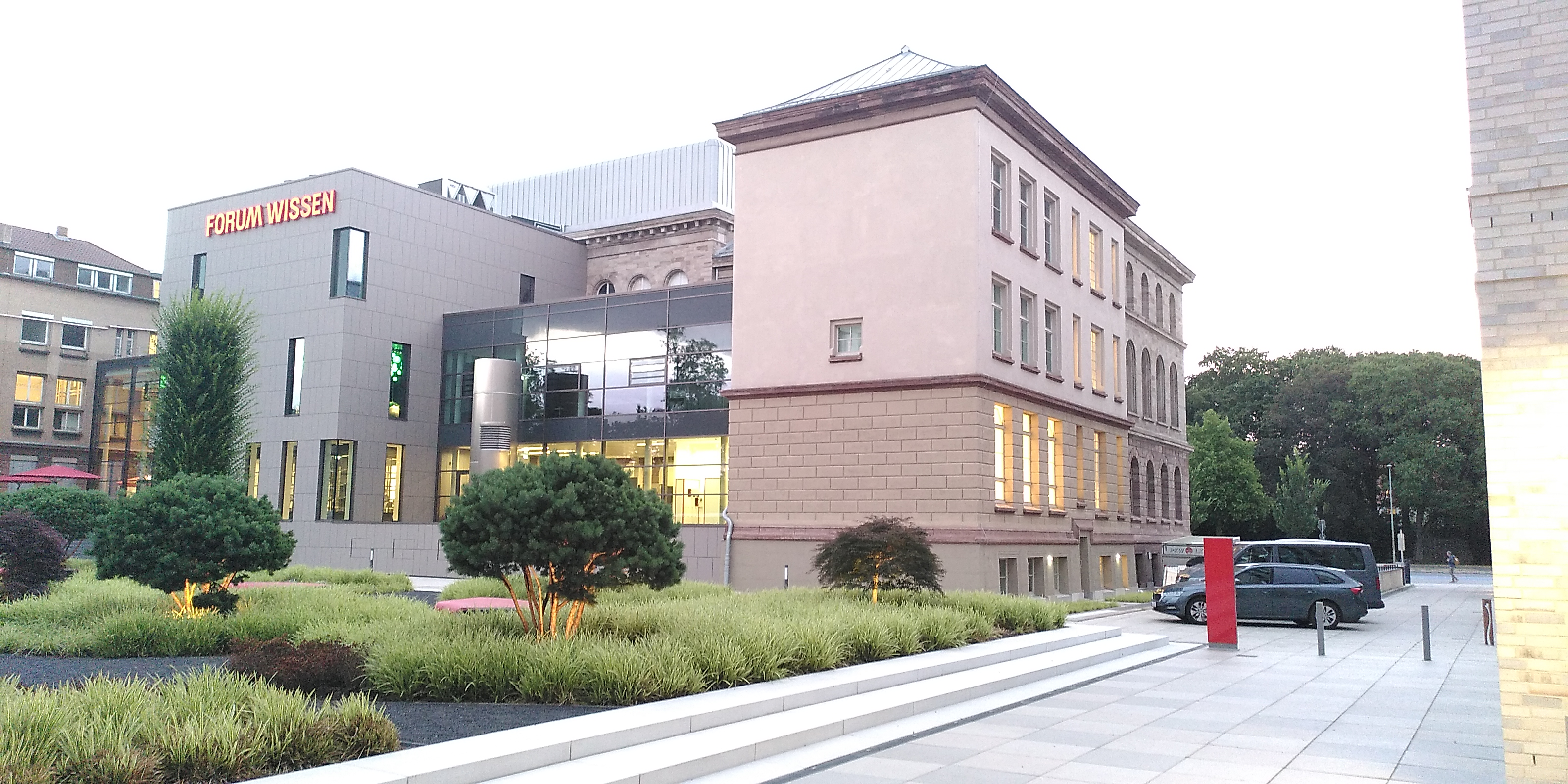
Gebäuderückseite des Museums Forum Wissen (2022)

Das Forum Wissen (Eigenschreibweise: FORUM WISSEN) ist ein interdisziplinäres Universitätsmuseum der Georg-August-Universität Göttingen in Göttingen. Es hat seinen Sitz im 1879 ursprünglich als Naturhistorisches Museum eröffneten Gebäude. Nach einem durchgreifenden Um- und Anbau wurde das neue „Wissensmuseum“ im Juni 2022 eröffnet. Grundlage der über 1500 Ausstellungsstücke in zwölf „Räumen des Wissens“ sind die über 70 akademischen Sammlungen der Universität. Das Forum Wissen liegt am westlichen Rand der Göttinger Innenstadt direkt neben dem Bahnhof Göttingen und dem Zentralen Omnibus-Bahnhof (ZOB).

## Geschichte

### Gebäudevornutzungen
Vorgängereinrichtungen in dem Gebäude waren das Naturhistorische Museum der Universität Göttingen und zuletzt bis 2018 das Zoologische Museum Göttingen.

### Planung, Finanzierung und Einrichtung
Den rund 10-jährigen Aufbau des Wissenschaftsmuseums leitete Marie Luisa Allemeyer gemeinsam mit dem Team der Zentralen Kustodie der Universität Göttingen. Externer Kurator für die Basisausstellung war Joachim Baur (Büro Die Exponauten, Berlin); Gestaltung und Umsetzung der Ausstellung übernahm des Atelier Brückner aus Stuttgart. Seit der Eröffnung 2022 leitet der Göttinger Zoologieprofessor Christoph Bleidorn im Nebenberuf das Forum Wissen. Im März 2023 übernahm Sandra Potsch, zuvor Leiterin des Hölderlinturms in Tübingen, die Leitung der universitären Zentralen Kustodie und des Wissensmuseums innerhalb des Forum Wissen.
Der Plan, ein Wissensmuseum neuen Typs in Göttingen zu schaffen, nahm 2012 mit dem Antrag der Georg-August-Universität Göttingen für die Exzellenzinitiative konkrete Form an. Da die Universität jedoch mit ihrer Bewerbung scheiterte, fehlte Geld für das Großprojekt, das von den Juroren allerdings explizit als herausragende Idee gewürdigt wurde. In dieser, das Projekt um drei Jahre verlängernde Finanzierungslücke setzte sich insbesondere auch der Göttinger Bundestagsabgeordnete Thomas Oppermann († 2020) mehrfach erfolgreich um Zuschusszusagen aus Bundesmitteln für das Museumsprojekt ein. Die Gesamtbaukosten bis 2022 betrugen 38,60 Millionen Euro. Vom Bund wurden im Laufe der Jahre bis zur Eröffnung 2022 rund 25 Millionen Euro für die Sanierung des Gebäudes sowie für den Aufbau und Betrieb des Forum Wissen und des geplanten Thomas-Oppermann-Kulturforums (Eröffnung geplant für Ende 2026) in demselben Gebäude bereitgestellt. Sie stellen den größten Anteil der Gesamtkosten dar. Als dritter Bestandteil der Museumsnutzungen wird voraussichtlich ebenfalls Ende 2026 das Biodiversitätsmuseum Göttingen eröffnen.

### Bezeichnung
Die Bezeichnung Forum Wissen geht auf einen Namenswettbewerb 2015 mit mehr als 460 Vorschlägen zurück, nachdem die vorherige Projektbezeichnung „Haus des Wissens“ als problematisch erkannt wurde, weil sich so auch ein Projekt in der NS-Ordensburg Vogelsang in den 1930er-Jahren nannte. Die damalige Uni-Präsidentin Ulrike Beisiegel erläuterte, Forum Wissen betone den offenen Charakter, den das zukünftige Museum haben solle. Ziel sei es, einen Ort des Austauschs zwischen Forschern, Studierenden und Interessierten jeden Alters zu schaffen.

### Museumsalltag
Seit dem Herbst 2022 veranstaltet das Forum Wissen die Chalk Talks, hierbei stellen Wissenschaftler aus Göttingen ihre Forschungsthemen vor. Kreide und Tafel sind dabei die einzigen Hilfsmittel für die Vortragenden und lassen Raum für Kreativität. Den Auftakt zur neuen Reihe machte im November 2022 Christoph Bleidorn, wissenschaftlicher Leiter des Forum Wissen und Professor für Evolution und Biodiversität der Tiere.
Im Mai 2023 beteiligte sich das Forum Wissen erstmals am Internationalen Museumstag. In Göttingen stand der Aktionstag ganz im Zeichen von Himmelsbetrachtungen und dem 300. Geburtstag des an der Universität Göttingen lehrenden Astronomen Tobias Mayer. Er erstellte im 18. Jahrhundert die erste exakt vermessene Landkarte des Mondes.
Anfang Juni 2023 eröffnete die SUB Göttingen im Rahmen einer Lesung die neue Leseecke des Publikationsdienstes im Atrium des Forum Wissen.
Seit dem Frühjahr 2025 begleiten drei neue Comicfiguren; Pim, Pixel und Piku Kinder im Alter zwischen 5 und 11 Jahren durch die Ausstellung Räume des Wissens und weisen spielerisch auf interaktive Angebote wie Audiotouren oder Rallyes hin.

## Architektur

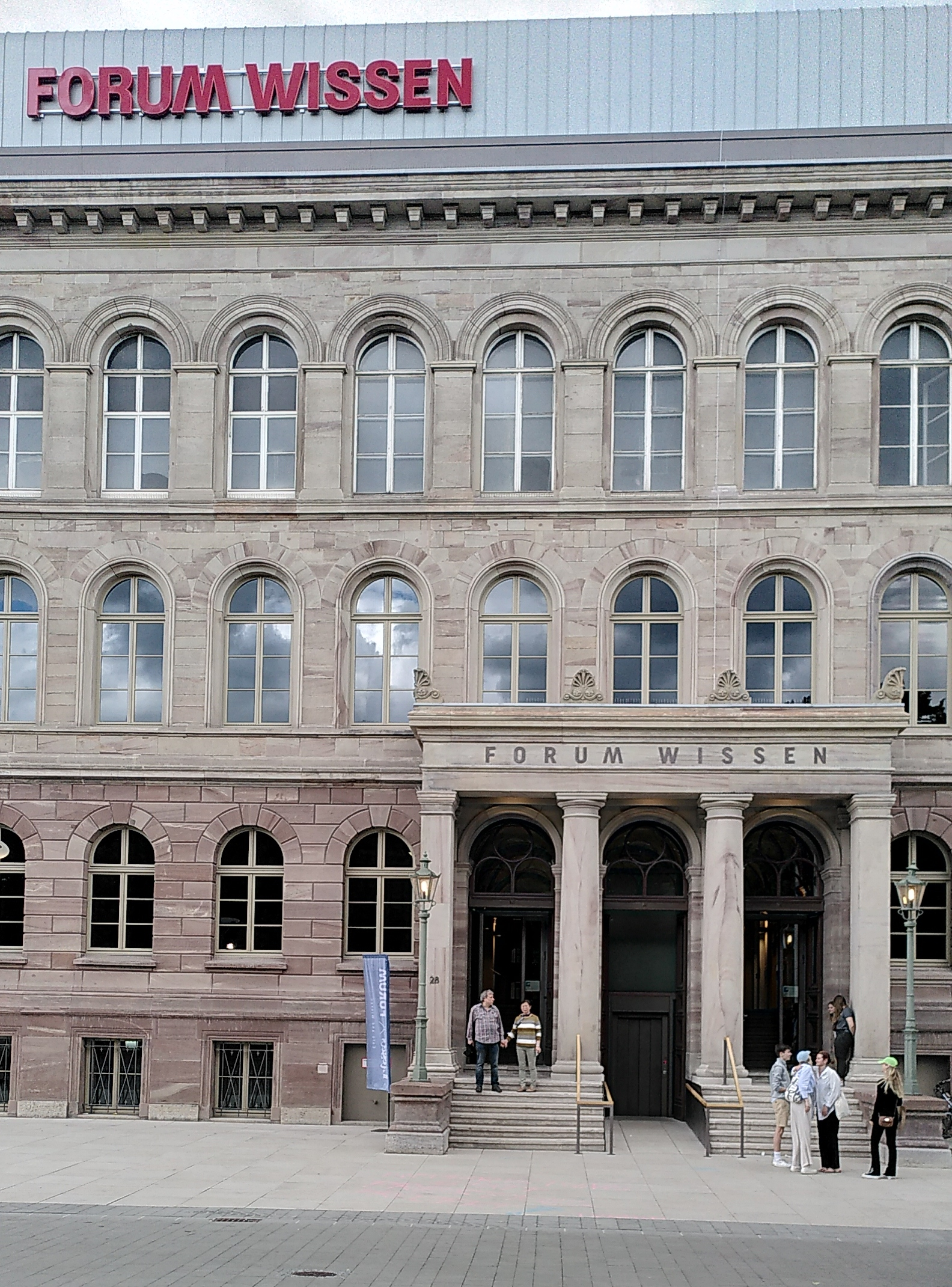
Barrierefrei umgebauter Haupteingang, mit „zerschnittener Freitreppe“ (2022)

Nach ersten Ideen von 2011 wurde das vormalige Zoologische Museum geschlossen und 2017–2022 umgebaut.
Den durchgreifenden Umbau des Museumgebäudes plante unter Leitung des Universitätsbaumanagements eine Arbeitsgemeinschaft (Arge Forum Wissen) aus den Architekturbüros Krause + Pohl und gildehaus.partner, beide aus Weimar.
Im Erdgeschoss und im ersten Obergeschoss wurden Ausstellungsräume sowie ein Großraumbüro errichtet. Im Sockelgeschoss des Gebäudes entstanden Technikräume und Werkstatt- sowie Präparationsräume. Alle Gebäudeteile des Forums Wissen sind barrierefrei und über Fahrstühle zugänglich. Im Erdgeschoss gibt es auf der Rückseite nach Westen einen großen Anbau mit Glasfassade, darin der Museumsshop und ein Museums-Café sowie davor eine Außenterrasse. Im Innern wurde lediglich das imposante Entrée des alten Treppenhauses in den ursprünglichen Zustand wieder hergestellt.
Die Umnutzung ging einher mit einer Fassadenrestaurierung des mittleren und südlichen Gebäudetrakts. Nach außen drückte sich die Umnutzung vor allem durch einen voluminöse Dachaufbau mit Metallverkleidung und gestalterisch kontrastierende Anbauten auf der Rückseite aus.
Der Umbau des Haupteingangs wurde wegen des gravierenden Substanzeingriffs in die repräsentative „zerschnittene Freitreppe“ kritisiert. Auch die im Zuge der Umbauarbeiten vollständig zu einer „Steinwüste“ befestigten Flächen des ehemaligen Museums-Vorgartens fanden 2023 heftige Kritik in Presseöffentlichkeit und Politik.

## Ausstellung
Das Museum Forum Wissen verfügt im Gebäudekomplex des ehemaligen Naturhistorischen Museums im vorderen Haupttrakt im Erdgeschoss und ersten Obergeschoss in zwölf Räumen über eine Ausstellungsfläche von 1400 Quadratmetern. Hinzu kommen Räumlichkeiten für Sonderausstellungen. Bereits zur Eröffnung als Forum Wissen erhielt das neue Haus das Museumsgütesiegel des Museumsverbands Niedersachsen und Bremen e. V.
Der Eintritt ins Forum Wissen sowie der Besuch von Sonderausstellungen, Führungen und Rundgängen ist kostenfrei. Die Kosten dafür werden in den ersten fünf Jahren hauptsächlich von Fördergeldern des Bundes und des Landes Niedersachsen getragen.
Mit der Forum Wissen-App kann der Ausstellungsbesuch individuell vertieft und erweitert werden. Die APP kann auf das eigene Smartphone heruntergeladen oder über Leihgeräte genutzt werden. Im Forum Wissen gibt es flächendeckend freies WLAN.
Eine Audio-Tour begleitet blinde und sehbeeinträchtigte Menschen durch die Räume des Museums. Auch für Kinder und Menschen mit Demenz gibt es ein eigens entwickeltes Angebot.

### Didaktischer Ansatz

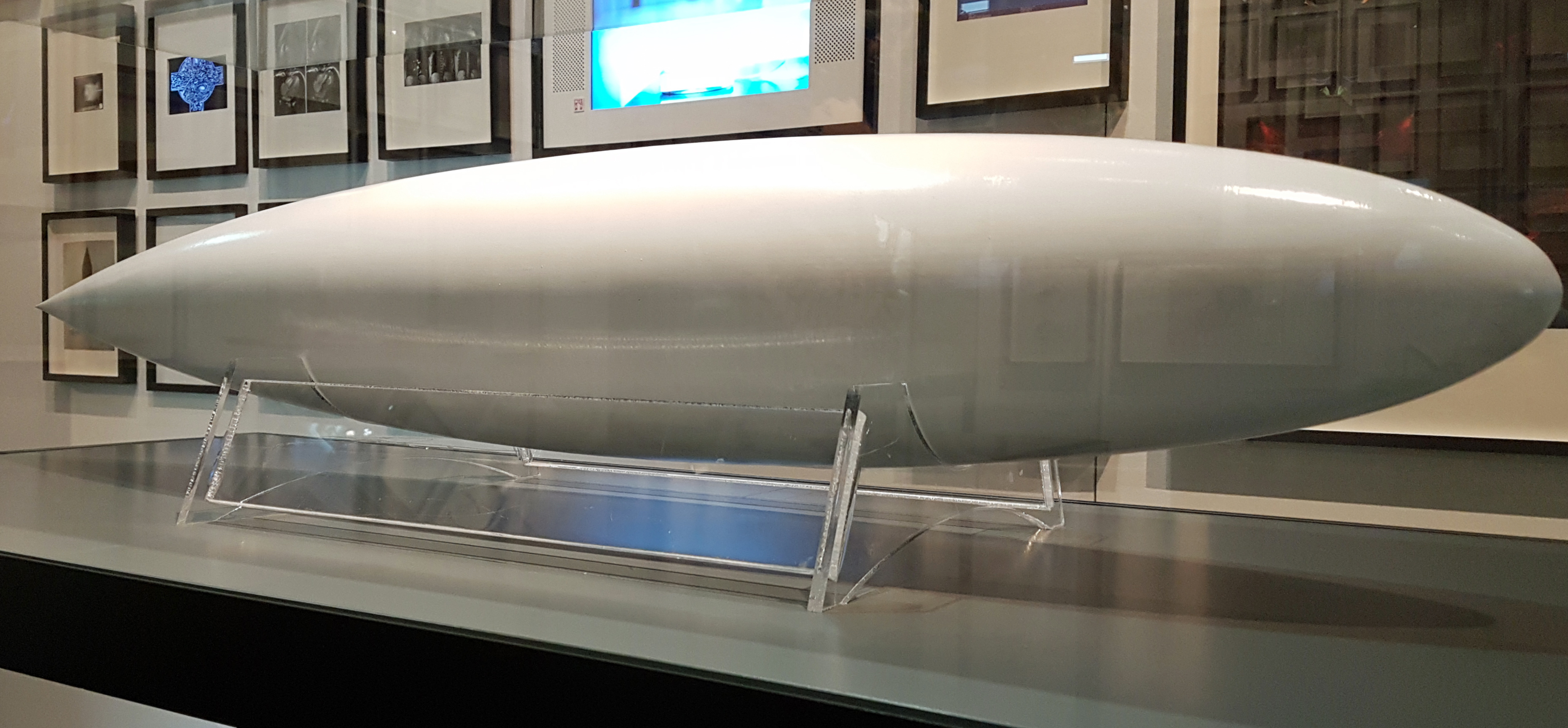
Modell eines Luftschiffskörpers der Modellversuchsanstalt der Motorluftschiff-Studiengesellschaft im Museum Forum Wissen (2022)

Als Wissenschaftsmuseum dient das Forum Wissen als „sichtbarer Knotenpunkt für die über 70 dezentralen Sammlungen der Universität.“ Vergleichbar dem Museum der städtischen Sammlungen im Zeughaus in Wittenberg gehört das Museum international zu den wenigen mittelgroßen Museen überregionaler Bedeutung, die Fragestellungen der Geistes- und Lebenswissenschaften gemeinsam und in ihrem Wechselspiel beleuchten. Mit dem Chau Chak Wing Museum in Sydney hat es neben der gemeinsamen Präsentation unterschiedlicher Sammlungsbereiche die universitäre Verankerung und den Charakter als Schaufenster universitären Sammelns gemeinsam.
Gezeigt werden in der Dauerausstellung über 1500 sowohl naturwissenschaftliche Präparate und Apparaturen wie Kunstwerke oder sonstige Erzeugnisse menschlicher Kultur. Neben dem Ziel, den vielfältigen Sammlungen der Universität einen zentralen und zeitgemäßen Repräsentationsraum zu geben, fußt das Konzept des Hauses darauf, den Prozess des Wissenserwerbs durch Forschungen museal darzustellen. Außer der Vorstellung besonders bedeutender wissenschaftlicher Entdeckungen werden in diesem Zusammenhang auch Abwege und Irrtümer der Wissenschaft beleuchtet.

### Ausstellungsräume

#### Erdgeschoss
Drei „Prologräume“ im Erdgeschoss bereiten auf die Kernthemen des Museums vor. Im Prozess des Wissen-Schaffens spielen Perspektiven, Praktiken und Verknüpfungen eine wesentliche Rolle.
Im ersten Bereich mit dem Titel „Perspektiven“ stehen die Persönlichkeiten von Wissen-Schaffenden im Zentrum. Dieser Bereich sensibilisiert für die Bedeutung von Blickwinkeln, Standpunkten und Sichtweisen.
Der zweite Bereich führt in das Prinzip der wissenschaftlichen Praktiken ein durch eine raumfüllende Filmcollage ein, die an der Universität Göttingen in den Jahren 2020/21 gefilmt wurde.
Der dritte Bereich mit dem Titel „Verknüpfungen“ behandelt die geopolitische Zusammenhänge des Wissen-Schaffens und lokalisiert Göttingen im Sinne eines „localizing science“ im weltweiten Kontext.

#### Obergeschoss
Im ersten Obergeschoss befindet sich der zentrale Teil der Ausstellung mit dem Titel „Räume des Wissens“, in denen spezifische Fragen, Themenstellungen und Wissenspraktiken behandelt werden.

#### Freiflächen
Auf Freiflächen, die sich über die gesamte Ausstellung verteilen, werden im stetigen Wechsel aktuelle Themen aus Wissenschaft und Forschung vorgestellt, wo künstlerische Interventionen einen Raum finden. Flankierend finden dazu temporäre Ausstellungen statt.

#### Freiraum
Neben den über die Basisausstellung verteilten Freiflächen, befindet sich im rechten Gebäudeflügel ein separater Freiraum, der mit 80 m² Fläche speziell für kleinere Kabinettausstellungen vorgesehen ist. Der Freiraum soll insbesondere auch für Ausstellungen zur Verfügung stehen, die von Studierendengruppen konzipiert oder kuratiert werden.

#### Sonderausstellungsfläche
Im linken Gebäudeflügel befindet sich im Erdgeschoss eine 350 m² große Sonderausstellungsfläche, die trotz der denkmalgeschützten Substanz einen schnellen Wechseln zwischen allen Ausstellungsräumen ermöglicht. So kann der Raum äußerst flexibel genutzt werden und erlaubt auch ein Einbeziehen von künstlerischen Rauminstallationen. In der Ausstellung moving things wurde beispielsweise im Herbst 2022 ein raumfüllendes aufblasbares Rettungsboot mit Blick auf Flucht und Migration in die Ausstellung einbezogen.

### Sammlungsschaufenster
Das Forum Wissen vereint in seiner Basisausstellung Objekte aus den verschiedenen Sammlungen der Universität Göttingen. Diese Universitätssammlungen sind zum Teil öffentlich zugänglich, wie die Kunstsammlung, die Gipsabgusssammlung oder die Geowissenschaftlichen Sammlungen, zum Großteil ist ein Zugang jedoch der Forschung und Lehre vorbehalten. Im Sammlungsschaufenster zwischen dem Atrium und dem Vestibül im Erdgeschoss wird in einem gleichmäßig aufgebauten, Schwerlastregal-ähnlichen Kubus jedoch ein Einblick in beinahe alle Sammlungen der Universität ermöglicht, wobei die jeweiligen Universitätssammlungen je eine Spalte der Vitrine mit vier Ebenen erhalten haben und selbstständig mit eigenen Sammlungsobjekten bestücken können. Im Inneren des gläsernen Kubus mit 164 Einzelvitrinen befindet sich ein Seminarraum für ca. 15 Personen, der durch die Scheiben der raumhohen Ausstellungsvitrinen sichtbar ist.
Am 15. Dezember 2022 fand die Einweihung des Sammlungsschaufensters statt.
Zusätzlich zu den Objektbeschriftungen bieten QR-Codes vertiefende Informationen zu den ausgestellten Objekten und ermöglichen ein virtuelles Besuchen der jeweiligen Universitätssammlungen im Sammlungsportal der Universität, auf dem das Sammlungsschaufenster auch digital präsentiert wird. Laut Entwurf ist im Seminarraum insbesondere auch die Arbeit mit den ausgestellten Objekten vorgesehen.

### Walskelett

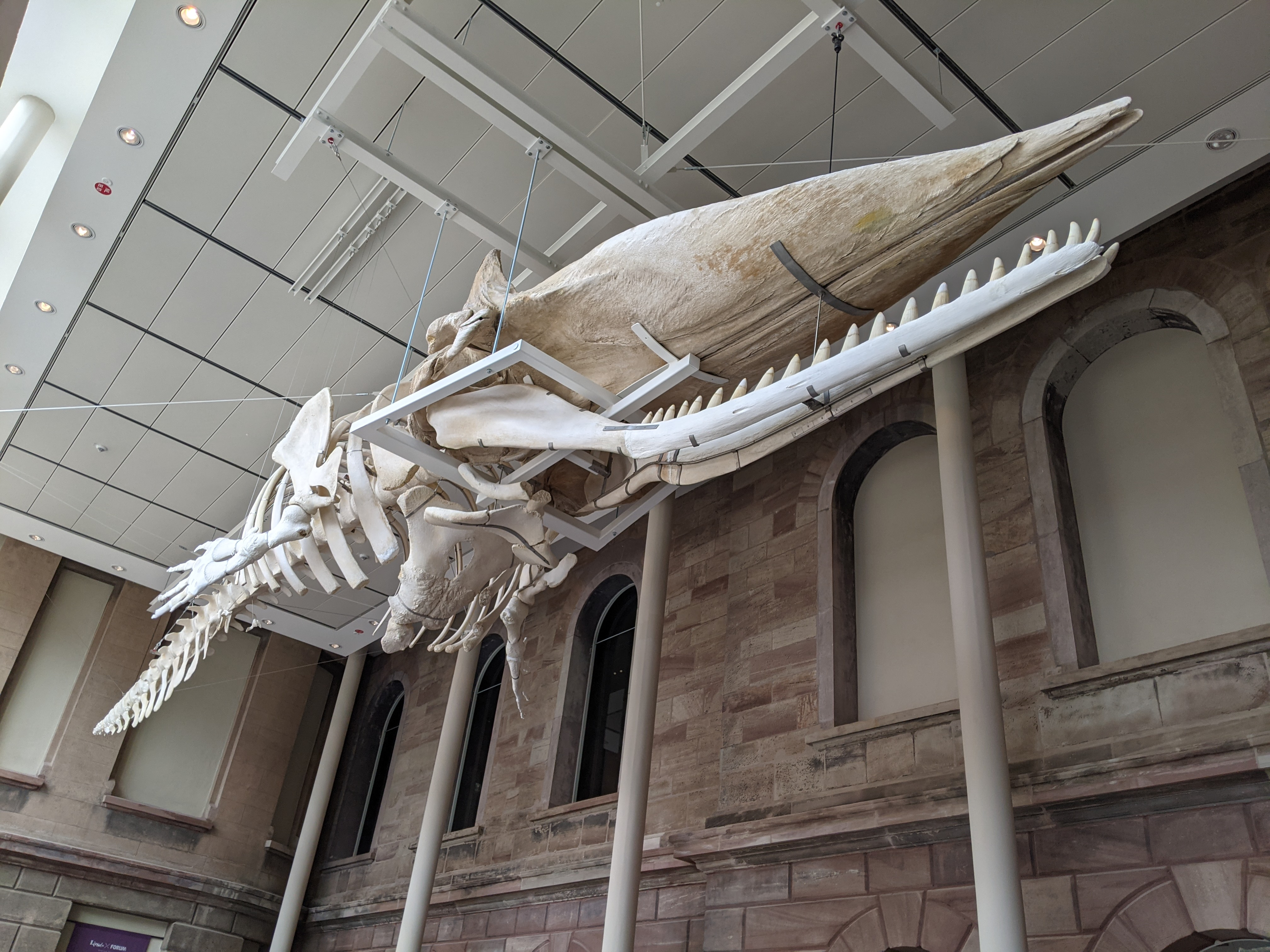
Pottwalskelett

Die größte Attraktion des ehemaligen Zoologischen Museums war in dessen zweitem Obergeschoss seit dem Jahr 2000 das knapp 17 Meter lange Skelett eines ursprünglich 40 Tonnen schweren Pottwals, der 1998 vor der Halbinsel Nordstrand verendete.
Ein Dreivierteljahr nach der Eröffnung des Forum Wissens zog das in 123 Einzelknochen zerlegte Walskelett in das umgebaute Museumsgebäude wieder ein. Allein der Schädel ist fünf Meter lang und wiegt 1200 Kilo. Bis Ende März 2023 wurde das Skelett zusammengebaut und an der Decke des gläsernen Atrium-Anbaus aufgehängt, wo die Besucher seitdem unter ihm im Museumscafé sitzen können.

### Mini-Mathematikum
Im Erdgeschoss hinter dem Vestibül und der Garderobe ist das Mini-Mathematikum untergebracht. Hier können junge Museumsbesucher spielerisch die Zahlen, Formen und Muster der Mathematik kennenlernen. Die Exponate werden regelmäßig ausgetauscht. So warten immer wieder neue Knobeleien darauf, gelöst zu werden.

### Sonderausstellungen (Auswahl)
Das Museumskonzept beinhaltet regelmäßig wechselnde Sonderausstellungen.
- saujana membumi – Nachhaltigkeit erkunden. Partnerausstellung der documenta fifteen, Sonderausstellung, 18. Juni bis 25. September 2022.[46]
- Schwellenwert, künstlerischer Blick auf das Objekt Mensch in Unisammlungen, von Anja Nitz. Freiraum, 31. Mai bis 3. Juli 2022.[47]
- Tiny unpredictable material objects. Postkoloniale Perspektiven auf Pflanzen im Georg Forster Herbarium (1772–75). Freiraum, 13. Juli bis 14. Oktober 2022.[48]
- Medicine & Ethics go Viral. Vestibül, 8. August bis 16. Oktober 2022.[49]
- Moving Things. Zur Materialität von Flucht und Migration. Kooperationsausstellung mit dem Museum Friedland. Sonderausstellung, 28. Oktober 2022 bis 15. Januar 2023.[50]
- Walheimat. Malwettbewerb zum Walskelett-Einzug. Sonderausstellung, 19. März bis 14. April 2023.[51]
- Stimmen. Sprachforschung im Krieg, 1917–1918 (bzgl. Friedrich Carl Andreas). Freiraum, 30. März bis 9. Juli 2023.[52]
- Forum Handeln. Vom Wissen zum Handeln.[53] Unangekündigte Ausstellung von End Fossil: Occupy! in Teilen der Basisausstellung, 14. bis 16. April 2023.[54]
- Pioniere des Wissens. Die Nobelpreisträger*innen der Max-Planck-Gesellschaft. Vestibül, 23. Juni bis 27. August 2023.[55]
- Digitaler Wald. Eine virtuelle Reise in die Klimaforschung. Freiraum, 26. Oktober 2023 bis 4. Februar 2024.[56]
- Herz & Hirn – gemeinsam verstehen. Sonderausstellung, 18. April bis 20. Oktober 2024.[57]
- Was zum Quant?! Die Ausstellung zum Quantenjahr 2025.[58] Sonderausstellung, 27. März bis 5. Oktober 2025.[59]

## Erweiterungspläne
Durch weitere Ausbauten sollen im zweiten Obergeschoss und in den rückwärtigen Bereichen des Gebäudes zukünftig das Biodiversitätsmuseum Göttingen sowie das Thomas-Oppermann-Kulturforum hinzukommen. Dadurch würden weitere 2500 Quadratmeter Nutzfläche in das Konzept des Hauses mit einbezogen.
Im Nordflügel wird das Kulturforum eine Bühne für den Austausch zwischen Wissenschaft, Kultur und Öffentlichkeit sowie für Konzerte und Lesungen bieten. Damit soll die Möglichkeit der Wissensvermittlung weiter ausgebaut werden, insbesondere in der Perspektive auf eine museumspädagogische Kinder- und Jugend-Arbeit.

## Trivia
2025 hat die Europäische Physikalische Gesellschaft (EPS) die Stadt Göttingen wegen ihrer führenden Rolle bei der Entwicklung der Quantenmechanik als "Historische Stätte der Physik" ausgezeichnet. Die Quantenmechanik und damit die Quantenphysik wurde 1925 in Göttingen begründet. 
Dazu wurde vor dem Forum Wissen eine offizielle Stele mit der Auszeichnung aufgestellt und eine Sonderausstellung eröffnet.